# Josep Soteras i Mauri
Josep Maria Soteras i Mauri (Barcelona, 1907-1989) fou un arquitecte català especialitzat en urbanisme.

## Biografia
Fill de l'arquitecte Salvador Soteras i Taberner, va desenvolupar una extensa carrera com a arquitecte des que va obtenir el títol el 1930 a l'Escola Tècnica Superior d'Arquitectura de Barcelona. La seva activitat professional la va realitzar tant en solitari com també col·laborant amb altres arquitectes com Llorenç García-Barbón i Fernández de Henestrosa o Francesc Mitjans i Miró.
De la seva producció professional es podrien destacar els plans parcials del sector final de la Diagonal, Santa Coloma, la zona nord de la Diagonal i les Corts, els projectes de l'estadi del Futbol Club Barcelona, el Palau d'Esports de Barcelona, l'antic estadi del RCD Espanyol, el conjunt d'habitatges del barri del Congrés, el Centre Cultural de la Caixa de Terrassa, l'edifici Euro Gran Via SA (Gran Via – Lepant), el conjunt industrial de Henkel Ibérica SA, la Fàbrica Lámparas Z, els tallers de la Hispano-Olivetti o l'edifici de la Clau d'Or a la plaça de Josep Tarradellas, entre d'altres. També va ser el responsable de l'altar monumental del Congrés Eucarístic de Barcelona de 1952, i de la construcció de la nova església de Santa Tecla del districte de les Corts. Igualment va fer el projecte arquitectònic del Pavelló Municipal d'Esports de Sabadell, situat al barri de Sant Oleguer, l'any 1970.
A més, va exercir d'arquitecte cap de la Unitat Operativa de l'Ajuntament de Barcelona.